# Roland SH-101
Roland SH-101 — аналоговый синтезатор со встроенным секвенсором, производившийся Roland Corporation между 1982 и 1986 годами. Несмотря на коммерческий провал, он стал неотъемлемым атрибутом электронной музыки 1990-х, в особенности стиля хаус.

## Звучание и возможности
SH-101— монофонический синтезатор, то есть он может воспроизводить только одну ноту за раз. Он имеет один основной и один вспомогательный осцилляторы, фильтр нижних частот, микшер, позволяющий пользователям смешивать различные формы волны, а также генератор шума, арпеджиатор и секвенсор. Генератор огибающей ADSR управляет фильтром и VCA. С помощью LFO можно управлять фильтром, VCA, высотой тона и шириной импульса. Пользователи могут прикрепить дополнительную рукоятку с элементами управления модуляцией и плечевым ремнем, чтобы играть на SH-101 в качестве клавиатуры. Также синтезатор может питаться от батареи. Согласно MusicRadar, SH-101 имеет «резкий и острый как бритва» бас, «хлюпающие и выразительные» соло и «пронзительный, но гладкий» фильтр.

## Выпуск
SH-101 продавался по 495$ в США и 249£ в Великобритании, тем самым он был намного более доступным, чем популярные цифровые синтезаторы того времени.

### VST-плагин
Существует VST-плагин, эмулирующий синтезатор SH-101: TAL Bassline 101. Отличается поддержкой воспроизведения нескольких нот за раз — режим включается по кнопке Poly.

## Наследие
Во время возрождения популярности аналоговых синтезаторов в 1990-х, SH-101 стал неотъемлемым атрибутом музыкальных студий. Он использовался такими музыкальными коллективами, как Aphex Twin, Orbital, the Prodigy, 808 State, the Grid и the Future Sound of London.
В 2014 году MusicRadar написал: «Некоторые недорогие синтезаторы были замечательными „за свою цену“. Roland SH-101 был отличным. Никак не для рок-звёзд, как, например, Minimoog или Prophet-5, 101 был для всех оставшихся нас и чёрт возьми, он был хорош». В 2016 году журнал Fact назвал SH-101 в числе 14 самых важнейших синтезаторов в истории.

## Доп. ссылки
- Roland SH-101 / SH-01A Facebook User Group
- Popular SH-01A Patch Collections
- Vintage Synth Explorer’s SH-101 entry
- SH-101 owner’s manual (недоступная ссылка)
- Din Sync’s SH-101 entry